# ستيفاني شامبيرس
ستيفاني شامبيرس (بالإنجليزية: Stephanie Chambers)‏ هي ممثلة بريطانية، ولدت في 9 مارس 1971 في المملكة المتحدة.

## أعمال

### أفلام
- (2004) ذرية تشاكي[3]

## وصلات خارجية
- ستيفاني شامبيرس على موقع IMDb (الإنجليزية)
- ستيفاني شامبيرس على موقع قاعدة بيانات الفيلم (الإنجليزية)